# Portugiesisch-südsudanesische Beziehungen
Die portugiesisch-südsudanesischen Beziehungen beschreiben das zwischenstaatliche Verhältnis von Portugal und dem Südsudan. Die Länder unterhalten seit 2011 direkte diplomatische Beziehungen.
Angesichts der anhaltenden innenpolitischen Probleme im Südsudan sind die bilateralen Beziehungen der beiden Ländern erst schwach ausgeprägt. Portugal ist an Hilfsprojekten im Südsudan beteiligt.

## Geschichte

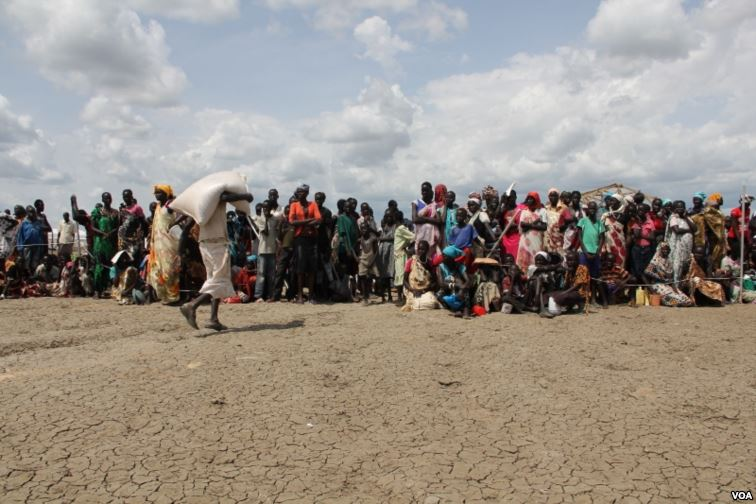
Nahrungsmittelausgabe in Bentiu: auch Portugal ist an humanitären Hilfsprogrammen im Südsudan beteiligt

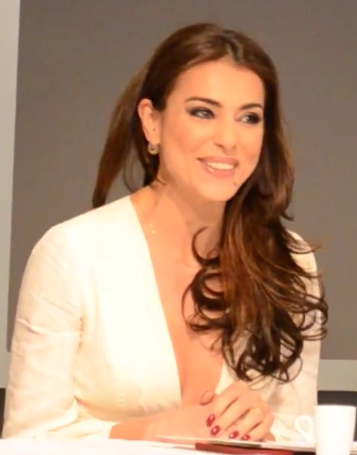
UN-Sonderbotschafterin Catarina Furtado (2015)

Über den Darfur-Konflikt wurde auch in Portugal intensiv berichtet, ebenso war das Friedensabkommen von 2005 und das Unabhängigkeitsreferendum im Südsudan 2011 Gegenstand der Berichterstattung in Portugals Medien.
Portugal erkannte die am 9. Juli 2011 ausgerufene Unabhängigkeit des Südsudan umgehend an. Danach war die anhaltend schwierige Lage im Südsudan häufig Thema in portugiesischen Medien. Im November bereiste die portugiesische Fernsehmoderatorin und Schauspielerin Catarina Furtado das Land in ihrer Funktion als UN-Sonderbotschafterin für den Bevölkerungsfonds der Vereinten Nationen. Über ihre vielfältigen, oft erschreckenden Eindrücke berichtete sie danach auch im portugiesischen Fernsehen.
Über den anhaltenden Bürgerkrieg im Südsudan seit 2013 berichten immer wieder auch portugiesische Journalisten, etwa die in Deutschland lebende Helena Ferro de Gouveia, die zudem im Südsudan Mentorin junger Journalisten war.

## Diplomatie
Portugal unterhält keine eigene Botschaft im Südsudan, das Land gehört zum Amtsbezirk des portugiesischen Botschafters in der äthiopischen Hauptstadt Addis Abeba. Auch portugiesische Konsulate bestehen keine im Südsudan.
Der Südsudan unterhält ebenfalls keine eigene Vertretung in Portugal, zuständig ist die südsudanesische Vertretung in der französischen Hauptstadt Paris. Auch Konsulate des Südsudan bestehen in Portugal keine.

## Wirtschaft
Zwischen Portugal und dem Südsudan findet aktuell kein offizieller Handel statt (Stand Ende 2016). So weist die portugiesische Außenhandelskammer AICEP in ihren Statistiken Zahlen zu weltweit allen Ländern aus, mit denen Portugal Handel treibt, ohne zum Südsudan Zahlen anzugeben. Zuständig ist die AICEP-Kontaktstelle in der portugiesischen Botschaft in Äthiopien.